# Attiki Odos
Die Attiki Odos (griechisch Αττική Οδóς, für „attische Straße“), auch Aftokinitodromos 6 (griechisch Αυτοκινητόδρομος 6, für „Autobahn 6“) genannt, ist eine griechische Autobahn in der Region Attika im Ballungsraum Athen. Sie verbindet den neuen Flughafen Athen-Eleftherios Venizelos östlich Athens mit Elefsina im Westen und verläuft dabei nördlich des Athener Stadtzentrums. Die Attiki Odos ist daher eine in Ost-West-Richtung bogensegmentförmig verlaufende Autobahn um Athen im Sinne einer „Nordumgehung Athens“. Ihre Gesamtlänge nach dem Ausbaustand von September 2007 beläuft sich auf 65 km.
Neben der A6 als Hauptbestandteil der Attiki Odos von Elefsina zum Kreuz Athen-Flughafen umfasst die Attiki Odos auch Querspangen und kleinere Verbindungen (A62, A64, A65), die ebenfalls als Autobahnen ausgeführt sind.

## Bau

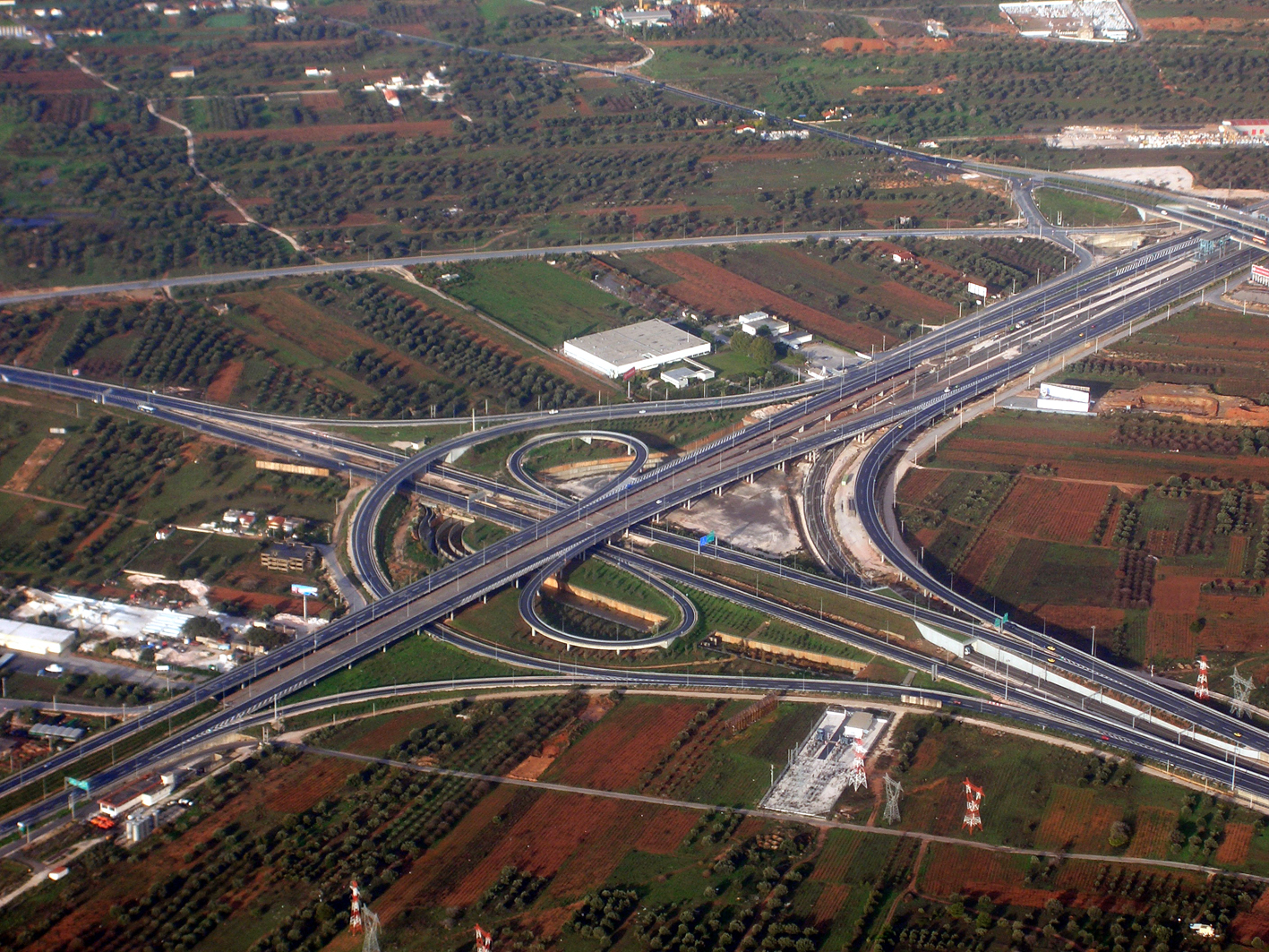
Autobahnkreuz entlang der Attiki Odos

1997 wurde mit dem Bau begonnen, der 2003 fertiggestellt wurde. Ein wichtiger Anlass zum Bau waren neben der Anbindung des neuen Flughafens sicherlich auch die Olympischen Spiele, die 2004 in Athen ausgetragen wurden, da die Attiki Odos zu einer hervorragenden Infrastruktur beiträgt und den höchsten internationalen Standards entspricht.
Vor dem Bau der Attiki Odos war bei der Fahrt von Korinth oder dem Peloponnes nach Nordgriechenland de facto immer eine mindestens teilweise Durchquerung der Athener Innenstadt erforderlich.

## Mautpflicht
Zwischen der Mautstelle Roupaki im Westen und der Mautstelle Koropi im Osten ist die Benutzung der Attiki Odos mautpflichtig. Die Preise für eine einfache Fahrt über die gesamte Streckenlänge schwankten von 2006 bis 2024 zwischen € 1,40 für Motorräder und € 11,20 für LKW mit vier oder mehr Achsen. Ab dem 5. Oktober 2024 wurden die Preise gesenkt und betrugen von € 1,25 für Motorräder bis 10 Euro für LKW. Der Bau der U-Bahn-Linie 4 der Metro Athen wird durch Mauteinnahmen der Attiki Odos finanziert werden.

## Vernetzung Straße
Die Attiki Odos als Nordumgehung von Athen kreuzt mehrere Straßen bzw. Autoverkehrswege:
- A1 „PATHE“ (E 75)
Patras–Korinth–Athen–Lamia–Larisa–Katerini–Thessaloniki–Evzoni (makedonische Grenze)
- A65
Ano Liossa (Olympiastätte) mit Aspropyrgos bzw. Egaleo (Ostumgehung Elefsina bzw. Ring Egaleo)

## Vernetzung Luftverkehr
Es besteht eine direkte Anbindung an den internationalen Flughafen von Athen „Eleftherios Venizelos“ im Osten der Attika-Halbinsel in der Nähe der Ortschaft Spata (via A62).

## Vernetzung öffentlicher Nahverkehr
Die Ausfahrt Doukissis Plakentias befindet sich neben der gleichnamigen Umsteigestation des Schienenverkehrs (Proastiakos und Metro-Athen-Linie 3 Flughafen–Monastiraki).

## Wirkung
Der Verkehrsfluss zwischen den verschiedenen Regionen Attikas wurde verbessert, die Reisezeit verkürzt und der Verkehr auf zentralen Straßen soll reduziert werden. Dadurch werden geschätzt täglich bis zu zwei Millionen Liter Treibstoff eingespart.

## Technische Daten
- zwei Richtungsfahrbahnen
- drei Fahrspuren pro Richtungsfahrbahn und ein Standstreifen
- 20 Ausfahrten bzw. Knotenpunkte (Hauptstrecke)
- Kosten etwa 2,6 Milliarden Euro
- Hunderte von Über- und Unterführungen auf der gesamten Strecke
- 52 kurze Tunnel